# هو سونگ ته
هو سونگ-ته (کره‌ای: 허성태؛ زادهٔ ۲۰ اکتبر ۱۹۷۷) بازیگر اهل کره جنوبی با بیش از ۶۰ کار تلویزیونی و سینمایی است. او در سال ۲۰۱۶ به خاطر ایفای نقش در فیلم عصر سایه‌ها به شهرت ملی رسید.

## فیلم‌شناسی

### فیلم
| سال  | عنوان                  | نقش             | توضیحات | منابع         |
| ---- | ---------------------- | --------------- | ------- | ------------- |
| ۲۰۱۲ | مبدل‌پوش                |                 |         |               |
| ۲۰۱۳ | دست دادن               |                 |         |               |
| ۲۰۱۴ | مردی با کفش پاشنه بلند |                 |         |               |
| ۲۰۱۴ | هه‌مو                   |                 |         |               |
| ۲۰۱۴ | خیاط سلطنتی            | افسر جونگ       |         |               |
| ۲۰۱۵ | کارآگاه هنرهای رسمی    | مرد بی‌خانمان    |         |               |
| ۲۰۱۵ | سه شب تابستانی         | کارآگاه کانگ    |         |               |
| ۲۰۱۵ | شب پیامبر              | هانگ-گی         |         |               |
| ۲۰۱۶ | عصر سایه‌ها             | ها ایل-سو       |         | [ ۱ ]         |
| ۲۰۱۷ | دژ                     | یونگ گول-ده     |         | [ ۲ ] [ ۳ ]   |
| ۲۰۱۷ | قانون شکنان            | مار سمی         |         |               |
| ۲۰۱۷ | برادران                | راهب / هیونگ-به |         | [ ۴ ]         |
| ۲۰۱۷ | کلاهبرداران            | جانگ دو-چیل     |         | [ ۵ ]         |
| ۲۰۱۸ | رنگ‌های واقعی یک مرد    | ته-هون          |         | [ ۶ ]         |
| ۲۰۱۸ | فنگ شویی               | لی شی-یونگ      |         |               |
| ۲۰۱۸ | چشمان کاملاً باز        | کوان سونگ-وو    |         |               |
| ۲۰۱۸ | شیوع                   | لی جونگ-رانگ    |         | [ ۷ ]         |
| ۲۰۱۹ | مال-مو-ای:ماموریت مخفی | اودا            |         | [ ۸ ]         |
| ۲۰۱۹ | دوازدهمین مظنون        | نو سوک-هیون     |         | [ ۹ ]         |
| ۲۰۱۹ | حرکت الهی ۲            | بوسان ویدز      |         | [ ۱۰ ]        |
| ۲۰۱۹ | پول سیاه               | دادستان چوی     |         | [ ۱۱ ]        |
| ۲۰۲۰ | هیت من                 | هیونگ-دو        |         | [ ۱۲ ]        |
| ۲۰۲۰ | کلکسیونر               | لیدر گنگستر     |         | [ ۱۳ ]        |
| ۲۰۲۲ | اختری                  | سو سا-جانگ      |         | [ ۱۴ ] [ ۱۵ ] |
| ۲۰۲۲ | شکار                   | جونگ چول-سونگ   |         | [ ۱۶ ] [ ۱۷ ] |
| ن/م  | پسران                  | کارآگاه پارک    |         | [ ۱۸ ]        |